# Voorrecht van de begrafeniskosten
Het voorrecht van de begrafeniskosten is in België volgens artikel 19, 2°, van de Hypotheekwet een voorrecht op alle roerende goederen van de overledenen. In de praktijk zal dit voorrecht worden ingeroepen door een begrafenisondernemer. De wetgever heeft met dit voorrecht de kredietverlening door begrafenisondernemers willen aanmoedigen, dit teneinde te vermijden dat de nabestaanden van de overledenen onmiddellijk na het overlijden met de praktische bekommernis van de betaling van de begrafeniskosten af te rekenen zouden hebben.
Bevoorrecht zijn alle schuldeisers van de overledenen die met betrekking tot de begrafenis prestaties die tot de normale zeden behoren hebben verricht.
Bevoorrecht zijn bijvoorbeeld de kosten gemaakt voor:
- het afleggen van het lijk;
- de versiering van het sterfhuis;
- de inrichting van een rouwkapel;
- de normale begrafenisaankondigingen;
- het vervoer van het lijk;
- de lijkdienst;
- de teraardebestelling of crematie;
- enz.

Niet bevoorrecht zijn de kosten gemaakt voor:
- de rouwkleding, behalve in geval van absolute noodzaak;
- rouwschrijfpapier;
- rouw- en herdenkingsdiensten die na de begrafenis plaatsvinden;
- een grafkelder of een concessie op een begraafplaats;
- een grafsteen, tenzij het een bescheiden grafzerk betreft;
- een rouwbanket.

De vraag of een begrafeniskost al dan niet bevoorrecht is, vormt een feitenkwestie, waarbij de rechter in functie van de heersende zeden en gebruiken, die lokaal kunnen verschillen, een vrij grote appreciatievrijheid geniet.
Bevoorrecht zijn de schuldvorderingen tot betaling van begrafeniskosten in verhouding tot de stand en het vermogen van de overledenen. Deze dubbele beperking heeft tot doel om te vermijden dat de nabestaanden zich zouden laten verlijden tot excessieve uitgaven.